# Chim tải cúc hay hót
Chim tải cúc hay hót, (tiếng Thổ Nhĩ Kỳ: Çalıkuşu) tên tiếng Việt dịch bản tiếng Nga, là bộ phim truyền hình của Thổ Nhĩ Kỳ dựa theo tiểu thuyết cùng tên của Reşat Nuri Güntekin (từng được dịch sang tiếng Anh với tên: The Autobiography Of A Turkish Girl) sản xuất năm 1986. Phim có 7 tập, mỗi tập trung bình 45 phút. Kịch bản và đạo diễn Osman F. Seden, các diễn viên chính: Aydan Şener, Kenan Kalav, Sadri Alışık, Mine Çayıroğlu, Eşref Kolçak.
Đây là bộ phim thứ hai chuyển thể từ tiểu thuyết này (bản phim đầu sản xuất năm 1966 là phim điện ảnh cũng rất thành công). Phim từng gây tiếng vang lớn khi công chiếu tại Liên Xô và nhiều nước châu Âu và lân cận như Israel,... và từng chiếu trên sóng VTV cuối thập niên 1980. Đến nay bộ phim vẫn rất được phụ nữ Nga yêu thích.
Bộ phim khai thác về đề tài tình yêu, bối cảnh thời kỳ cuối sụp đổ của Đế quốc Ốttôman, một phụ nữ trẻ con một sĩ quan mồ côi mẹ còn bé, sau khi phát hiện anh họ là người cô đính hôn không chung thủy đã tới làm giáo viên một ngôi làng heo hút vùng Anatolia.
Mặc dù khai thác đề tài tình yêu nhưng phim nói về một giai đoạn chuyển tiếp của xã hội Thổ Nhĩ Kỳ, người phụ nữ muốn vượt qua ranh giới của những hủ tục phong kiến tôn giáo khẳng định mình trong xã hội và tìm kiếm tự do tình yêu.

## Diễn viên
- Aydan Sener... Feride
- Kenan Kalav... Kamuran
- Sadri Alisik
- Mine Cayiroglu
- Zafer Ergin
- Tilbe Saran
- Hayati Hamzaoglu... Binbasi Nizamettin Bey
- Tomris Oguzalp
- Esref Kolçak
- Belkis Dilligil